# Luna (fusée)
Pour les articles homonymes, voir Luna.

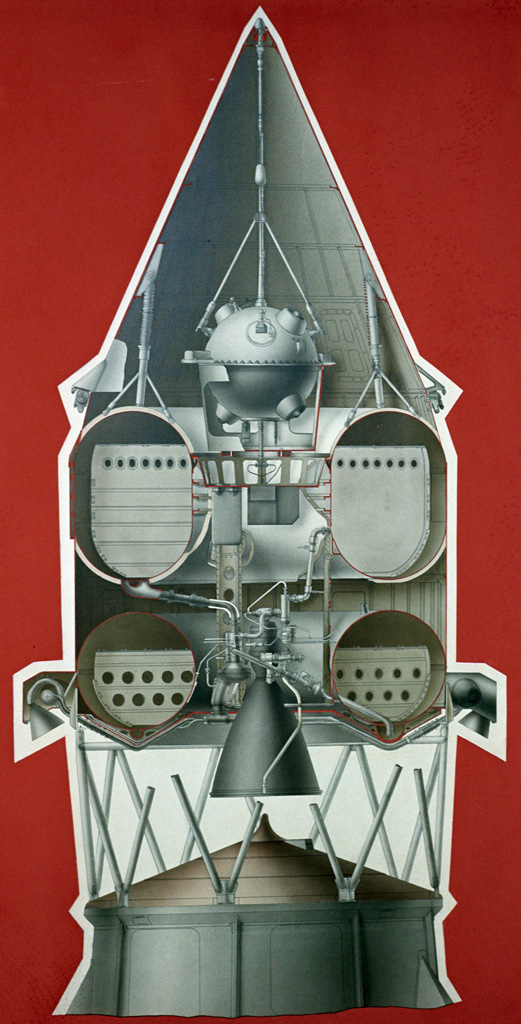
Schéma en coupe de l'étage supérieur (bloc E) du lanceur Luna et sonde spatiale Luna 1.

Luna (8K72) est un lanceur soviétique développé à partir du missile R-7 Semiorka qui avait placé le premier satellite artificiel en ajoutant un troisième étage, le bloc E. Le premier vol a lieu le 23 décembre 1958. Cette version capable de placer 4,7 tonnes sur orbite ne sera utilisée qu'à 9 reprises (dont 3 échecs) pour lancer les premières sondes spatiales lunaires du programme Luna. Une version disposant d'un bloc E légèrement améliorée, la fusée Vostok, prendra sa suite. 

## Caractéristiques techniques
L'étage supérieur Bloc E qui distingue la fusée Luna du missile R-7 est haut de 2,98 mètres pour un diamètre de 2,58 mètres. Avec la coiffe qui recouvre la charge utile, sa longueur atteint 4,75 mètres. L'étage a une masse à sec de 1,44 tonne et de 7 775 kg avec les ergols. Son moteur-fusée RD-0105, qui brûle comme les autres moteurs du lanceur un mélange de kérosène et oxygène liquide fournit une poussée de 49,4 kN durant 379 secondes.